# Nicolás Araya
Nicolás Araya Bruna (La Serena, Chile; 6 de junio de 1999) es un futbolista chileno que se desempeña como arquero y actualmente juega en Deportes Concepción de la Primera B de Chile.

## Trayectoria
Nacido en La Serena, llegó a las inferiores de Deportes Antofagasta en 2015, donde en ese mismo año fue ascendido al plantel profesional. Tras seis años en el club, sería contratado por Colchagua, donde no disputaría encuentros.
A inicios de 2023 firma por General Velásquez, donde disputaría 26 encuentros y quedaría en el noveno puesto. A fines de 2023, fichó por Deportes Concepción. Donde hasta este momento ha disputado 16 partidos y es uno de los mejores arqueros de la Segunda División Profesional de Chile.

## Estadísticas
| Club                         | Div.          | Temporada     | Liga  | Liga  | Copas nacionales | Copas nacionales | Torneos internacionales | Torneos internacionales | Total | Total |
| Club                         | Div.          | Temporada     | Part. | Goles | Part.            | Goles            | Part.                   | Goles                   | Part. | Goles |
| ---------------------------- | ------------- | ------------- | ----- | ----- | ---------------- | ---------------- | ----------------------- | ----------------------- | ----- | ----- |
| Deportes Antofagasta · Chile | 1.ª           | 2015          | 0     | 0     | 0                | 0                | —                       | —                       | 0     | 0     |
| Deportes Antofagasta · Chile | 1.ª           | 2016          | 0     | 0     | 0                | 0                | —                       | —                       | 0     | 0     |
| Deportes Antofagasta · Chile | 1.ª           | 2017          | 0     | 0     | 0                | 0                | —                       | —                       | 0     | 0     |
| Deportes Antofagasta · Chile | 1.ª           | 2018          | 0     | 0     | 0                | 0                | —                       | —                       | 0     | 0     |
| Deportes Antofagasta · Chile | 1.ª           | 2019          | 0     | 0     | 0                | 0                | —                       | —                       | 0     | 0     |
| Deportes Antofagasta · Chile | 1.ª           | 2020          | 0     | 0     | 0                | 0                | —                       | —                       | 0     | 0     |
| Deportes Antofagasta · Chile | 1.ª           | 2021          | 0     | 0     | 0                | 0                | —                       | —                       | 0     | 0     |
| Deportes Antofagasta · Chile | Total club    | Total club    | 0     | 0     | 0                | 0                | 0                       | 0                       | 0     | 0     |
| Colchagua CD · Chile         | 4.ª           | 2022          | 0     | 0     | 0                | 0                | —                       | —                       | 0     | 0     |
| Colchagua CD · Chile         | Total club    | Total club    | 0     | 0     | 0                | 0                | 0                       | 0                       | 0     | 0     |
| General Velasquez · Chile    | 3.ª           | 2023          | 26    | 0     | 0                | 0                | —                       | —                       | 26    | 0     |
| General Velasquez · Chile    | Total club    | Total club    | 0     | 0     | 0                | 0                | 0                       | 0                       | 0     | 0     |
| Deportes Concepcion · Chile  | 3.ª           | 2024          | 14    | 0     | 0                | 0                | —                       | —                       | 16    | 0     |
| Deportes Concepcion · Chile  | Total club    | Total club    | 0     | 0     | 0                | 0                | 0                       | 0                       | 16    | 0     |
| Total carrera                | Total carrera | Total carrera | 40    | 0     | 0                | 0                | 0                       | 0                       | 42    | 0     |
| 1.                           |               |               |       |       |                  |                  |                         |                         |       |       |

## Palmarés

### Campeonatos nacionales
| Título           | Equipo              | País  | Año  |
| ---------------- | ------------------- | ----- | ---- |
| Segunda División | Deportes Concepción | Chile | 2024 |